# Liste der Biografien/Jeh
Liste der Biografien |
Portal Biografien |
Personensuche
# |
A |
B |
C |
D |
E |
F |
G |
H |
I |
J |
K |
L |
M |
N |
O |
P |
Q |
R |
S |
T |
U |
V |
W |
X |
Y |
Z |
?
 
Ja |
Jb |
Jd |
Je |
Jh |
Ji |
Jj |
Jl |
Jn |
Jm |
Jo |
Jp |
Jr |
Js |
Jt |
Ju |
Jv |
Jw |
Jy
 
Jea |
Jeb |
Jec |
Jed |
Jee |
Jef |
Jeg |
Jeh |
Jei |
Jej |
Jek |
Jel |
Jem |
Jen |
Jeo |
Jep |
Jeq |
Jer |
Jes |
Jet |
Jeu |
Jev |
Jew |
Jex |
Jey |
Jez
Die Liste der Biografien führt alle Personen auf, die in der deutschsprachigen Wikipedia einen Artikel haben. Dieses ist eine Teilliste mit 76 Einträgen von Personen, deren Namen mit den Buchstaben „Jeh“ beginnt.

## Jeh

### Jeha
- Jehan (* 1957), französischer Dichter, Komponist, Autor und Interpret
- Jehander, Carl Johan (1833–1911), schwedischer Eisenbahnbaumeister, Industrieller und Politiker, Mitglied des Riksdag
- Jéhanne, Édith (1899–1949), französische Schauspielerin
- Jehannot de Lescurel († 1304), französischer Kleriker, Musiker und Dichter
- Jehanzeb, Sameena (* 1981), deutsch-pakistanische Schriftstellerin, Grafikdesignerin und Illustratorin

### Jehh
- Jehhanafee Mamah (* 2005), thailändischer Fußballspieler

### Jehi
- Jehin-Prume, Frantz (1839–1899), belgischer Violinist und Komponist

### Jehk
- Jehkul, Sebastian (* 1993), deutscher Schauspieler

### Jehl
- Jehl, Sue Sarafian (1917–1997), US-amerikanische Sekretärin von General Dwight D. Eisenhower
- Jehle, Anne Marie (1937–2000), österreichisch-liechtensteinische Künstlerin
- Jehle, Erwin (1923–2004), liechtensteinischer Skilangläufer
- Jehle, Frank (1939–2022), Schweizer evangelisch-reformierter Theologe
- Jehle, Fridolin (1908–1976), deutscher Historiker und Heimatforscher, Bürgermeister
- Jehle, Friedrich Martin (1844–1941), deutscher evangelischer Pfarrer, Komponist, Orgellehrer, Musikhistoriker (Hymnologie), Dichter und Autor
- Jehle, Gustav (1908–1991), liechtensteinischer Politiker (FBP)
- Jehle, Herbert (1907–1983), deutsch-US-amerikanischer Physiker
- Jehle, Jakob († 1602), deutscher Freskant und Wandmaler
- Jehle, Jakob († 1784), deutscher Baumeister und Stuckateur
- Jehle, Johann Alois, bayerischer Landesdefensionsoberst und Kommandant
- Jehle, Johann Baptist (1774–1847), Schweizer Jurist und Politiker
- Jehle, Johannes (1881–1935), deutscher Orgelbauer und Komponist
- Jehle, Johannes A. (* 1961), deutscher Biologe und Institutsdirektor für Biologischen Pflanzenschutz
- Jehle, Jörg-Martin (* 1949), deutscher Kriminologe
- Jehle, Joseph, Schweizer Sportschütze
- Jehle, Kunz († 1525), Führer des Hauensteiner Haufens im Deutschen Bauernkrieg
- Jehle, Ludwig (1899–1960), deutscher Lehrer, Heimatforscher und Dichter
- Jehle, Martin Friedrich (1914–1982), deutscher Klavierbauer und Musikalienhändler
- Jehle, Otto (* 1893), deutscher Landrat
- Jehle, Peter (1922–2015), deutscher Pilot
- Jehle, Peter (* 1982), liechtensteinischer FußballspielerPeter Jehle (* 1982)

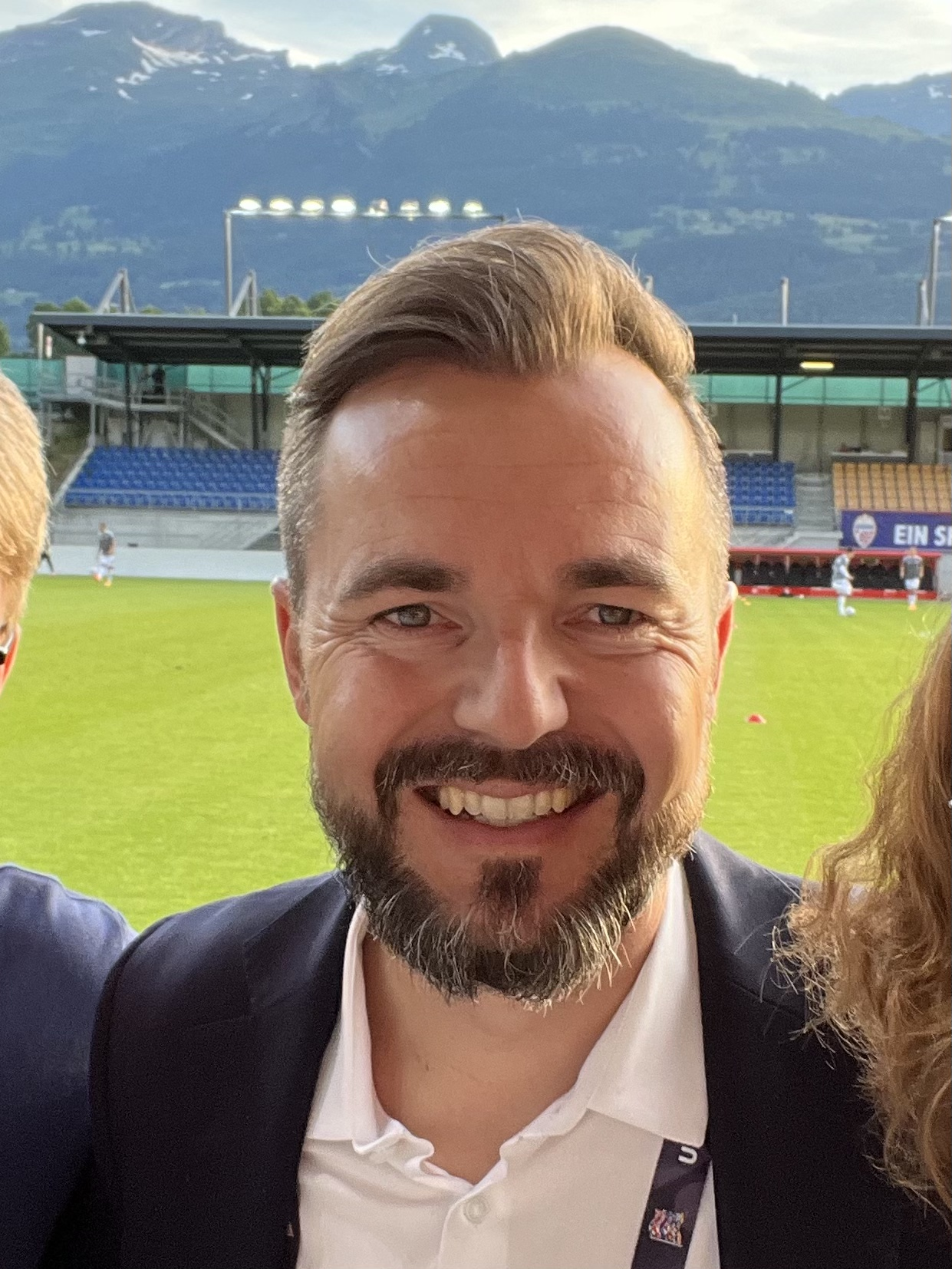
Peter Jehle (* 1982)

- Jehle, Raimund (* 1966), deutscher Agrarökonom
- Jehle, Rudolf (1894–1970), Liechtensteiner Sportschütze
- Jehle, Sebastian (* 1965), deutscher Architekt
- Jehle, Tobias (1885–1978), liechtensteinischer Bauunternehmer und Politiker (FBP)
- Jehle, Volker (* 1954), deutscher Schriftsteller
- Jehle-Wildberger, Marianne (* 1937), Schweizer Historikerin
- Jehli, Anita (* 1966), Schweizer Musikerin
- Jehli, Arno (* 1950), Schweizer Musiker und Komponist
- Jehlicka, Christoph (* 1983), deutscher literarischer Übersetzer und Schriftsteller
- Jehličková, Jaroslava (* 1942), tschechoslowakische Leichtathletin
- Jehlinger, Charles (1866–1952), US-amerikanischer Schauspiellehrer
- Jehly, Anton (1860–1928), österreichischer Maler und Restaurator
- Jehly, Jakob (1854–1897), österreichischer Maler

### Jehn
- Jehn, David (* 1963), deutscher Jazz- und Weltmusiker
- Jehn, Friederike (* 1977), deutsche Filmregisseurin
- Jehn, Margarete (1935–2021), deutsche Schriftstellerin und Liedermacherin
- Jehn, Wilhelm (1883–1935), deutscher Chirurg
- Jehn, Wolfgang (1937–2017), deutscher Komponist
- Jehne, Christina (* 1951), deutsche Designerin, Dozentin, Fachbuchautorin und Künstlerin
- Jehne, Lebrecht Heinrich Samuel (1747–1794), deutscher lutherischer Theologe und Pädagoge
- Jehne, Martin (* 1955), deutscher Althistoriker
- Jehne, Wolfram (1926–2018), deutscher Mathematiker
- Jehner, Marcus (* 1969), deutscher Eishockeyspieler
- Jehnichen, Heike (* 1954), deutsche Politikerin (PDS), MdL
- Jehnichen, Karl Gottfried (1764–1790), deutscher Pädagoge und Literaturwissenschaftler

### Jeho
- Jehorow, Dmytro (* 1930), sowjetisch-ukrainischer Hammerwerfer
- Jehoschua ben Chananja, Rabbiner
- Jehoschua ben Gamla, jüdischer Hoherpriester
- Jehoschua ben Levi, jüdischer Gelehrter (Amoräer)
- Jehoschua ben Qorcha, jüdischer Gelehrter (Tannait)
- Jehoschua Höschel († 1648), Talmudist
- Jehoshua, Abraham B. (1936–2022), israelischer Schriftsteller und Hochschullehrer
- Jéhotte, Louis († 1884), belgischer Bildhauer
- Jéhouda, Josué (1892–1966), Journalist und Schriftsteller

### Jehr
- Jehro, französischer Sänger

### Jehu
- Jehu, alttestamentlicher Prophet
- Jehu († 818 v. Chr.), König von Israel (845–818 v. Chr.)Jehu († 818 v. Chr.)

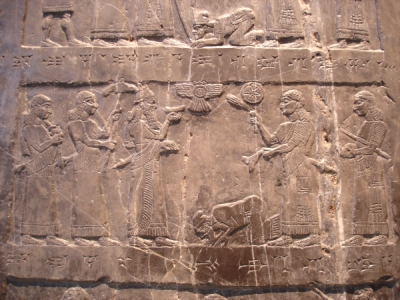
Jehu († 818 v. Chr.)

- Jehu, Thomas John (1871–1943), walisischer Geologe
- Jehuda ben Ascher (1270–1349), deutscher Talmudist und später Rabbiner
- Jehuda ben Baba, jüdischer Gelehrter (Tannait)
- Jehuda ben Ilai, Tannait der 3. Generation
- Jehuda ben Tema, Tannait
- Jehuda ha-Levi († 1141), spanisch-jüdischer Philosoph und sephardischer Dichter des Mittelalters
- Jehuda ha-Nasi († 217), Redaktor der Mischna, politischer jüdischer Führer
- Jehuda ibn Tibbon (1120–1190), jüdischer Übersetzer des Mittelalters
- Jehudai Gaon, jüdischer Gelehrter